# If I Were Sorry
If I Were Sorry is een nummer van de Zweedse zanger Frans uit 2016. Met het nummer vertegenwoordigde Frans Zweden op het Eurovisiesongfestival 2016, waar hij als vijfde eindigde.
Ondanks dat Frans het Songfestival met "If I Were Sorry" niet wist te winnen, scoorde hij er toch in veel Europese landen een hit mee. In zijn thuisland Zweden haalde het nummer de eerste positie. Ook in het Duitse taalgebied was het nummer populair. In Nederland haalde het nummer echter de 3e positie in de Tipparade. In de Vlaamse Ultratop 50 haalde het de 34e positie.